# 18-й Западно-Славонский корпус

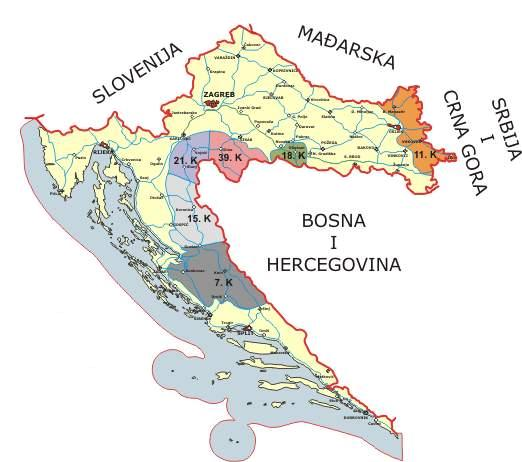
Зоны ответственности корпусов армии РСК. Зона ответственности 18-го Западно-Славонского корпуса выделена тёмно-зелёным цветом

18-й Западно-Славонский корпус (серб. 18. западнославонски корпус) —- армейский корпус в составе Вооружённых сил Республики Сербской Краины. Он был сформирован в октябре 1992 года из подразделений Территориальной обороны, милицейских подразделений и добровольцев. Вооружение и снаряжение корпус получил от Югославской народной армии. Его задачей была оборона региона Западная Славония. Корпус контролировал территорию около 558 квадратных километров и по спискам насчитывал около 4000 бойцов. Весной 1995 года им командовал полковник Лазо Бабич, а штаб возглавлял полковник Милан Ромич.

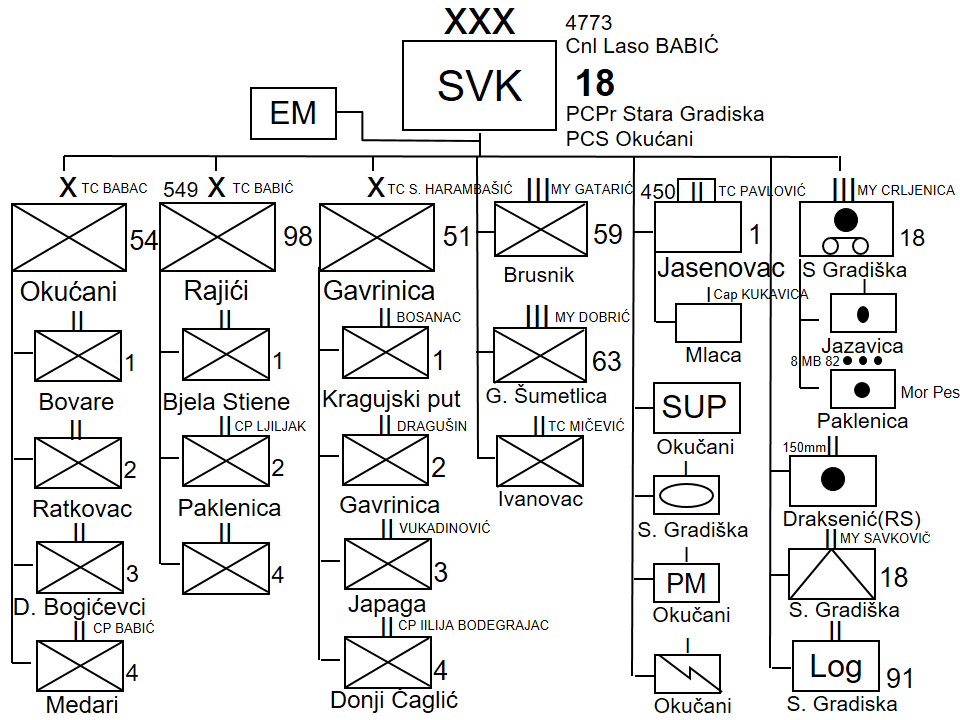
Структура 18-го Западно-Славонского корпуса Вооружённых сил Республики Сербская Краина

## Организация
Структура 18-го корпуса весной 1995 года:
- Штаб
- 51-я легкопехотная бригада (Пакрац)
- 54-я пехотная бригада (Окучани)
- 98-я легкопехотная бригада (Райич)
- Тактическая группа — 1 (Ясеновац)
- 59-й отряд
- 63-й отряд
- 18-й интервентный батальон
- 18-й смешанный артиллерийский полк
- 91-я база тылового обеспечения
- рота связи
- инженерная рота
- рота военной полиции
- разведывательная рота

## История
18-й корпус был самым малочисленным и слабым в армии РСК. Он располагал только 10 танками Т-55. Во время хорватской операции "Молния" корпус смог выставить только около 2000 солдат и офицеров и был разгромлен за три дня. Множество его солдат попало в плен. Остатки корпуса перемешавшись с беженцами из числа гражданского населения и эвакуировались на территорию Республики Сербской. Часть бойцов продолжала небольшими группами выходить на территорию РС на протяжении нескольких дней после операции. 15 июня 1995 года корпус, как прекративший своё существование, был расформирован.